# Serra do Caramulo

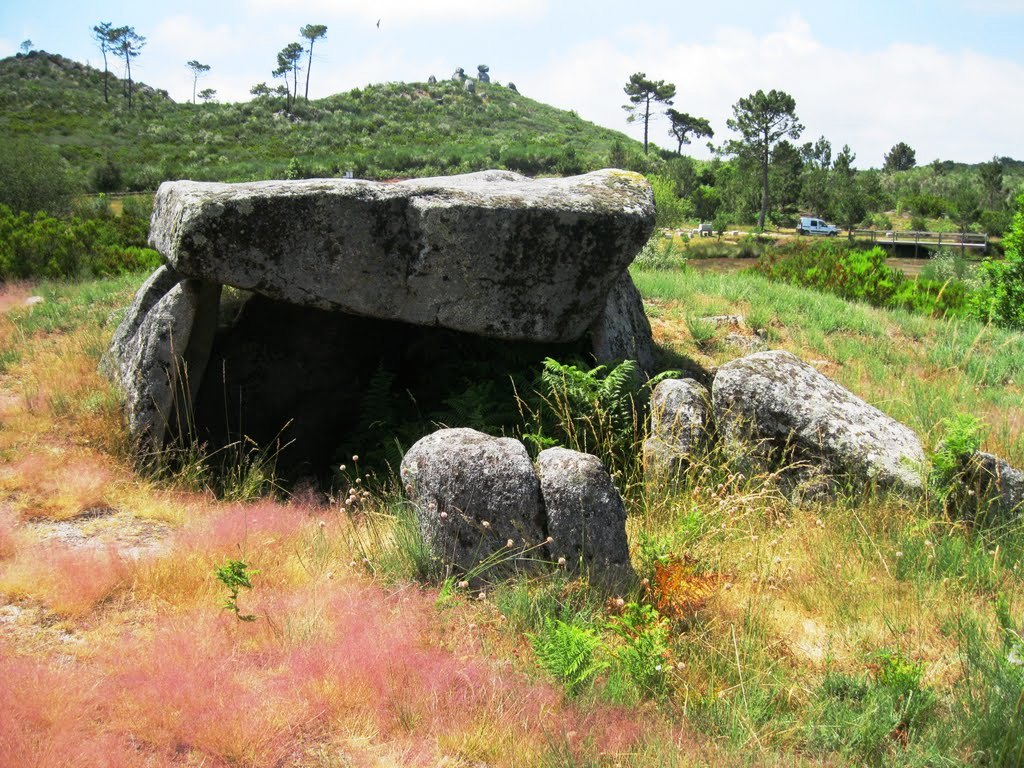

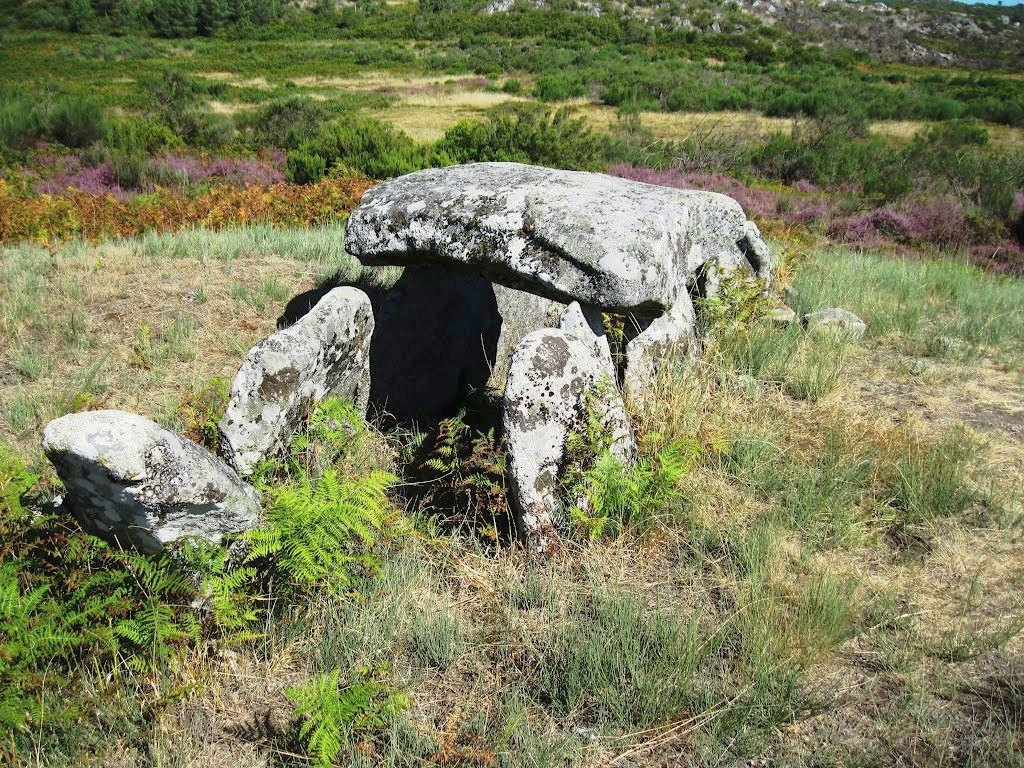

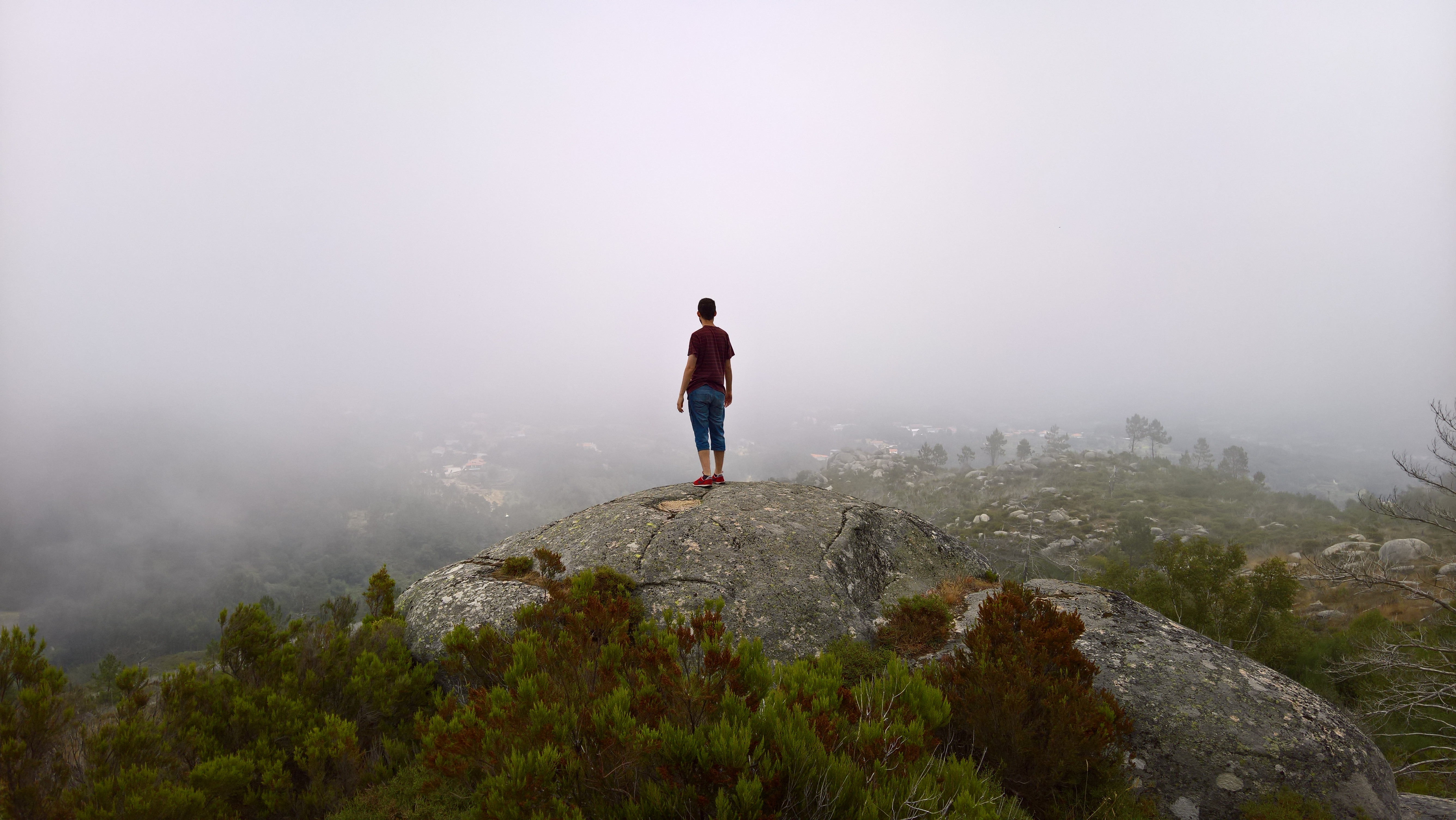
Serra do Caramulo num dia de nevoeiro

A Serra do Caramulo é uma elevação de Portugal Continental, com 1 075 metros de altitude. Situa-se na região de transição da Beira Alta para a Beira Litoral, entre os concelhos de Vouzela, Tondela, Oliveira de Frades, Mortágua (no distrito de Viseu) e Anadia e Águeda (no distrito de Aveiro). É conhecida pela qualidade das suas águas que brotam nas povoações de Varzielas e Agadão, e pela pureza do seu ar que justificou, no passado, a instalação de vários sanatórios na povoação de Caramulo, os quais têm vindo a dar lugar a modernas e acolhedoras instalações hoteleiras.

## A Serra do Caramulo

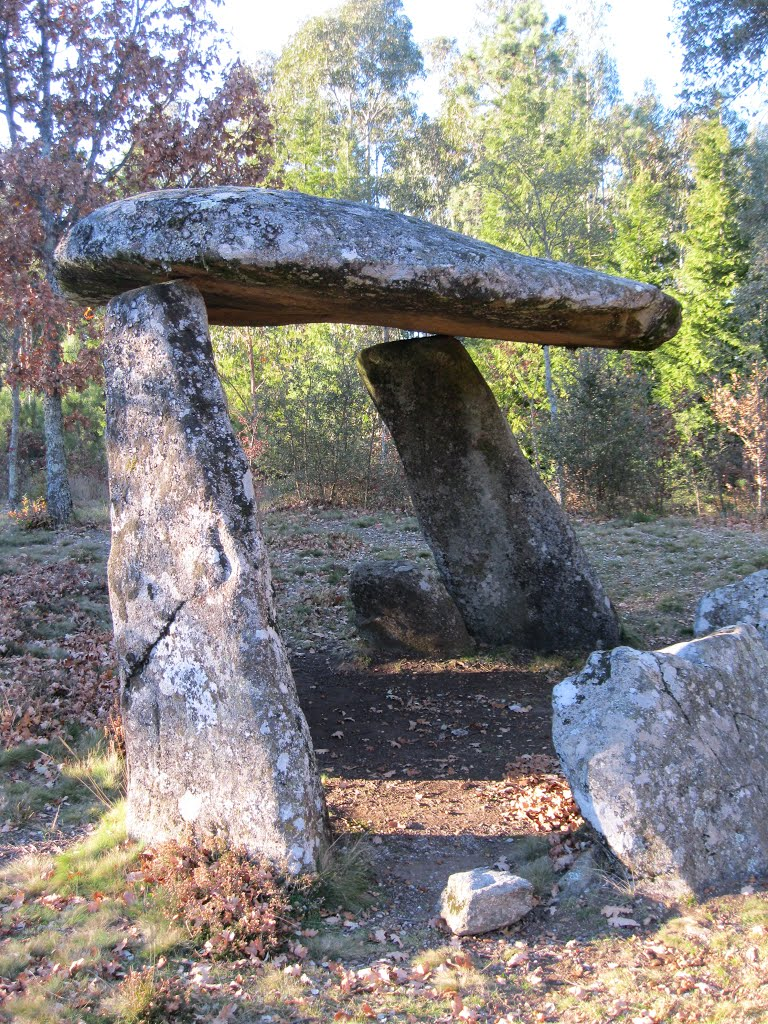

A Serra do Caramulo é uma zona de montanha de origem granitica e xistosa. As urzes e a carqueja predominam a sua flora. A serra é povoada por aldeias com casas e espigueiros em granito típicos desta região. Tendo sido esta zona povoada por romanos, ainda se podem encontrar alguns vestígios dessa época, como os trilhos de pedra.
Pode-se apreciar os campos verdes e a beleza das árvores junto à água cristalina dos ribeiros que a atravessa por todos os lados e desfrutar da deslumbrante paisagem enquanto respira um ar realmente puro e saudável. Pode-se subir ao Caramulinho, o ponto mais alto da Serra com 1.075 metros, onde se avista o mar e a Serra da Estrela em dias sem nebulosidade.
Um outro ponto de interesse é o Cabeço da Neve, daqui pode avistar em dias sem nebulosidade a Serra da Estrela.
A paisagem da Serra do Caramulo é um monumento à natureza e o ar puro que ali se respira convida à exploração de todos os recantos, por mais escondidos que sejam. É um lugar cheio de surpresas, de vistas magníficas e de desafios estimulantes.
Para desfrutar de toda esta beleza natural pode realizar alguns percursos pedestres, dos quais: o percurso do Caramulinho ("Caleiros") com uma distância de 8,2 km e um tempo médio de 4 horas, no qual se pode desfrutar da bela paisagem, aldeias típicas e parque eólico.
O Caramulo é quase um lugar secreto, mas encantador, de contrastes e mistura de imagens entre cumes e vales, onde o ar são combina com a paisagem deslumbrante.
Uma das provas da sua ocupação humana desde tempos longínquos, são as antas existentes, Dolmen da Malhada de Cambarinho, Anta do Espirito Santo da Arca e Lapa de Meruge, esta ultima bem conservada e junto a um pitoresco lago artificial.

## Turismo
O Caramulo, vila que recebeu o nome da serra, é um local aprazível e ponto de maior desenvolvimento turistico do Concelho de Tondela. O Hotel do Caramulo, empreendimento turístico de 4*, fica situado frente ao Museu do Caramulo (Arte e Automóvel) e proporciona uma vista deslumbrante sobre o Vale de Besteiros, até à Serra da Estrela.

## Rios
Rios que nascem na Serra do Caramulo
- Rio Alcofra
- Rio Agadão
- Rio Águeda
- Rio Alfusqueiro
- Rio Criz
- Rio Dinha
- Rio do Barreiro
- Rio de Castelões
- Rio de Múceres
- Rio de Campo de Besteiros
- Rio Mau
- Ribeira da Fraga